# الطبقة السياسية

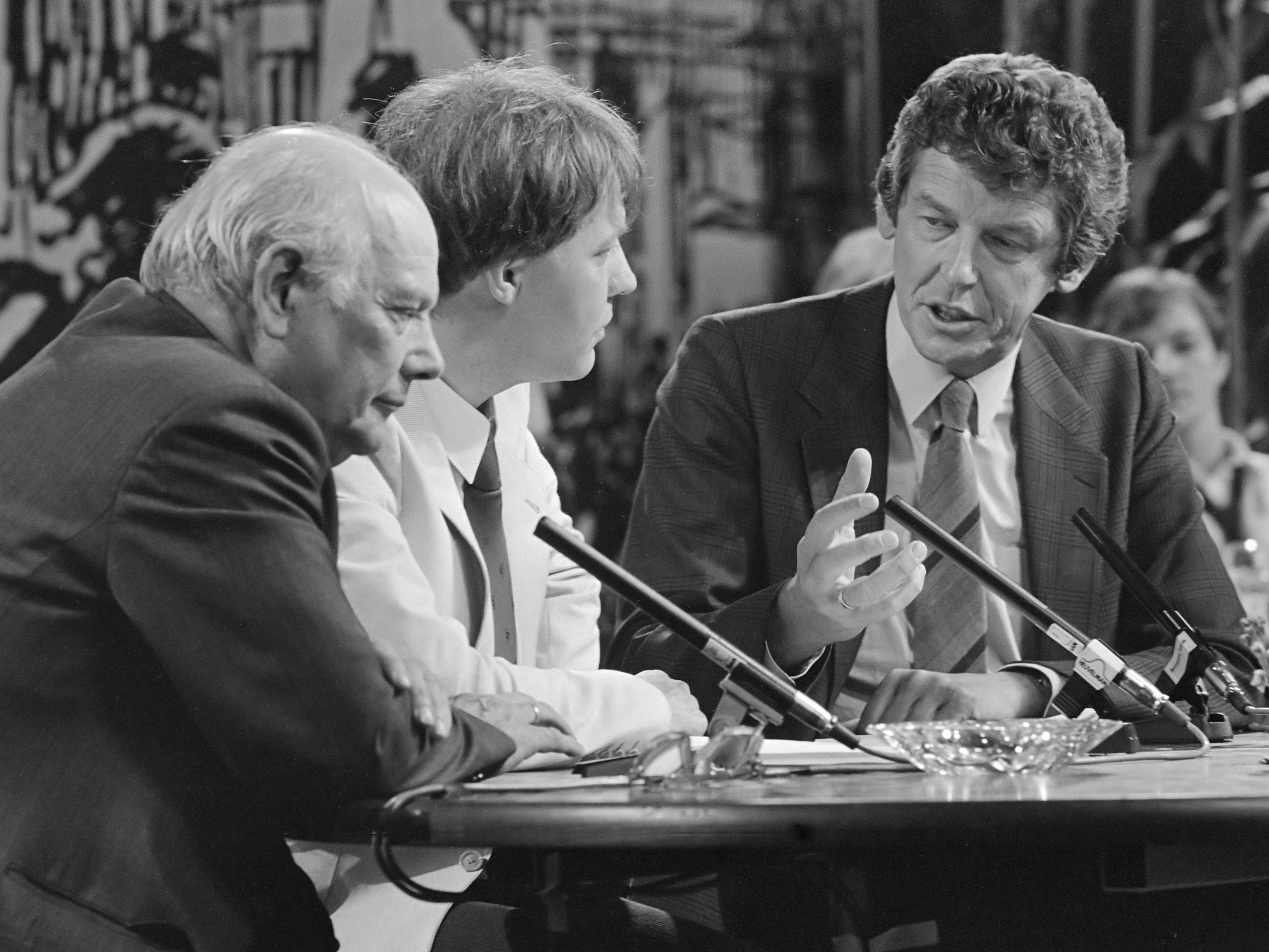
تسجيلات من برنامج التلفزيون الهولندي "الأول من مايو" الذي بثته قناة VARA، ويظهر فيه سياسيون يساريون: دين آيل يناقش رئيس أكبر نقابة عمالية (ويم كوك).

الطبقة السياسية، أو النخبة السياسية هو مفهوم في العلوم السياسية المقارنة، تم تطويره في الأصل من قبل المنظّر السياسي الإيطالي غايتانو موسكا (1858-1941). إنه يشير إلى مجموعة صغيرة نسبيًا من النشطاء على دراية عالية ونشطاء في السياسة، والذين تنحدر منهم القيادة الوطنية إلى حد كبير. كما أشار ماكس ويبر، فهم لا يعيشون فقط «من أجل السياسة» - مثل الأعيان القدامى الذين اعتادوا - ولكنهم يجعلون حياتهم المهنية «خارج السياسة» كمتخصصين في السياسة وخبراء في مجالات محددة من الإدارة العامة.
اقترب موسكا من دراسة الطبقة السياسية من خلال فحص آليات إعادة إنتاج وتجديد الطبقة الحاكمة وخصائص السياسيين والأشكال المختلفة للتنظيم التي تطورت في سيطرتهم على السلطة. يمكن أن يهيمن اختصاصيو الموضوع على المجالس التشريعية المنتخبة، بمساعدة موظفين دائمين، والذين يصبحون طبقة سياسية.

## النخب المقارنة
يعتمد وجود أو غياب الطبقة السياسية في بلد ما على تاريخها. على سبيل المثال ألمانيا (منذ عام 1945) لديها طبقة سياسية ضعيفة للغاية، مع «محرمات صارخة» ضد هذا النوع من النخب التي هيمنت على ألمانيا قبل عام 1945، بما في ذلك الإمبراطورية الألمانية وجمهورية فايمار وألمانيا النازية. في تناقض حاد، يوجد في فرنسا طبقة سياسية مرموقة للغاية، يتم تدريبها في مدارس النخبة الخاصة.

### بريطانيا
حتى سبعينيات القرن الماضي، تميزت بريطانيا بطبقة سياسية متماسكة نشأت من عائلات الطبقة العليا التي تعرف أبناؤها على بعضهم البعض في «المدارس العامة» النخبوية (مثل كلية إيتون ومدرسة هارو) وشبكة "الولد العجوز"، المستندة إلى أكسفورد وكامبريدج، التي تهيمن على الحياة العامة. بعد عام 1970، أصبحت الطبقة السياسية أكثر انفتاحًا من حيث الأصول الاجتماعية للسياسيين البريطانيين وكبار موظفي الخدمة المدنية. يضم أعضاء البرلمان المحافظون بشكل متزايد أولئك المتعلمين في المدارس غير النخبوية والذين ينتمون إلى خلفيات اجتماعية متواضعة.[بحاجة لمصدر] نواب حزب العمال، بدورهم، هم على نحو متزايد من الطبقة المتوسطة وذوي الياقات البيضاء والمتعلمين بالجامعة. ومع ذلك، فإن التشكيل التعليمي للوزراء البريطانيين قد هيمن عليه عدد محدود من المؤسسات الحصرية في كل من مستويات التعليم، ما بعد الابتدائي والعالي.

### إسبانيا
ظهرت طبقة سياسية حديثة في إسبانيا في عهد الملكة إيزابيلا الثانية (1833-1868). تكيفت مع احتياجات الدولة التمثيلية التي كانت تحت الإنشاء. لتحقيق ذلك، كانت دوائر السلطة منفتحة على التجديد المكثف، مع عائلات شبكات النبلاء في المقاطعات. وكانت النتيجة طبقة سياسية تتكون في الغالب من فقهاء وترتبط بقيم ومصالح ملكية الأرض. لقد كانت طبقة حاكمة جديدة. على الرغم من أنها مستوحاة في الأصل من المبادئ الثورية، إلا أنها سرعان ما حدت من دائرة السلطة، وأصبحت أرستقراطية وأغلقت إلى حد كبير أمام الأعضاء الجدد.

### نيجيريا
يفحص لوكاس (1998) الاستبداد مقابل سلطة البنية التحتية من حيث العلاقات بين القادة العسكريين والطبقة السياسية المدنية في نيجيريا من 1985 إلى 1993. ويخلص إلى أن الدول الضعيفة تشهد صراعًا بين هذين النوعين من القوة. تشير القوة الاستبدادية، في تعريف عالم الاجتماع مايكل مان، إلى القدرات القمعية للدولة، بينما تشير قوة البنية التحتية إلى قدرتها على اختراق المجتمع وتنفيذ قراراته. في حين أن القادة يزرعون تحالفات مع مجموعات اجتماعية قوية لتحقيق قوتهم في البنية التحتية، فإن ممارسة القوة الاستبدادية يمكن أن تقوض أنماط التعاون هذه.
اعتمد القادة العسكريون على عدد من الاستراتيجيات الاستبدادية لبسط سيطرتهم على الطبقة السياسية كجزء من الانتقال الموعود إلى الديمقراطية: تم حظر العديد من السياسيين، وفرض حزبين سياسيين أنشأتهما الحكومة، والانتخابات التي أسفرت عن نتائج تهدد المصالح العسكرية كانت ملغاة. بينما نجحت القيادة العسكرية في قمع السياسيين، لم تكن قادرة على إعادة هيكلة القيادة المدنية بطرق من شأنها تعزيز القوة المؤسسية للدولة. أدى اعتماد الجيش المستمر على الاستراتيجيات الاستبدادية إلى تدهور طويل الأمد في سلامة وقدرة البنية التحتية للدولة.

### الصين
في الصين، كانت البلاد زراعية في الغالب، وتهيمن عليها بيروقراطية إمبراطورية توجها الماندرين. كان هذا مكونًا من قضاة ومحافظين وإداريين، وجميعهم من ذوي المؤهلات العالية في فن الحكم. أصبح المسؤول الأدبي ركيزة النظام السياسي.

## الغوغائية
تصور الحركات السياسية الغوغائية نفسها على أنها أعداء للطبقة السياسية الراسخة وغرباء من الطبقة السياسية الرئيسية التي لم تعد تمثل الشعب وفاسدة أخلاقياً. وشملت هذه الحركات حزب استقلال المملكة المتحدةوالجبهة الوطنية الفرنسية  وحزب الحرية النمساوي  وحزب المصلحة الفلمنكية البلجيكي.

### الولايات المتحدة الأمريكية
استخدم مصطلح الطبقة السياسية مؤخرًا كصفة من قبل المحافظين، مثل محرري National Review. الموضوع هو أن النخبة السياسية غير ديمقراطية ولديها أجندة خاصة بها - لا سيما تضخيم قوتها - معادية للمصلحة الوطنية الأكبر، والتي يجب أن تعارضها القاعدة الشعبية للحركات الغوغائية.
كانت هناك حركة كبيرة لتحديد فترات الولاية في الولايات المتحدة في التسعينيات لإضعاف الطبقة السياسية من خلال الحد من عدد الفترات التي يمكن أن يخدمها مشرع منتخب. على الرغم من نجاحها في العديد من الولايات والمدن، تم رفضها باعتبارها غير دستورية من قبل المحكمة العليا عندما حاولت الحد من عدد الفترات التي يمكن أن يشغلها مسؤول فيدرالي.